# Pas Goulda

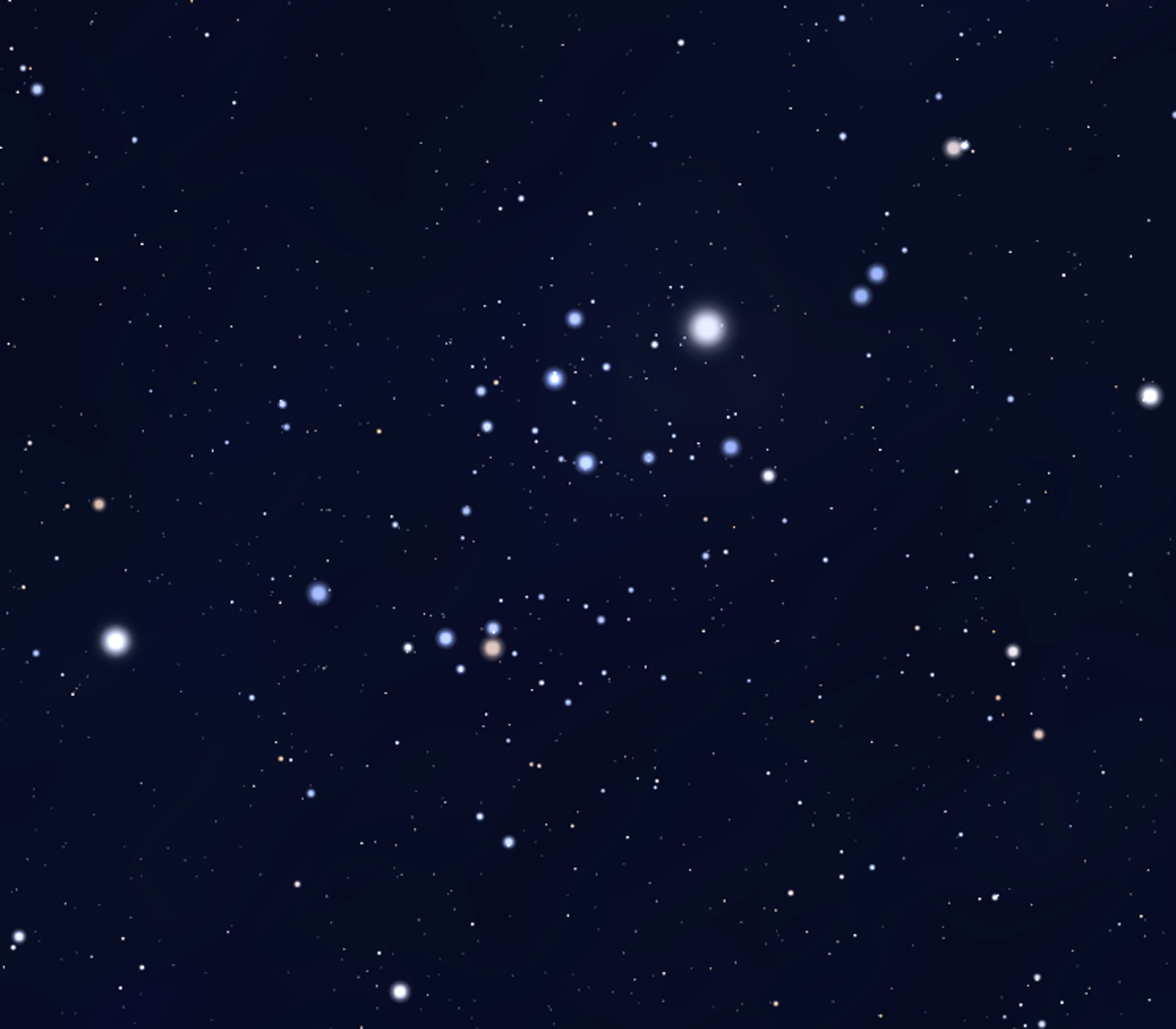
Otwarta gromada Alpha Persei, część Pasa Goulda.

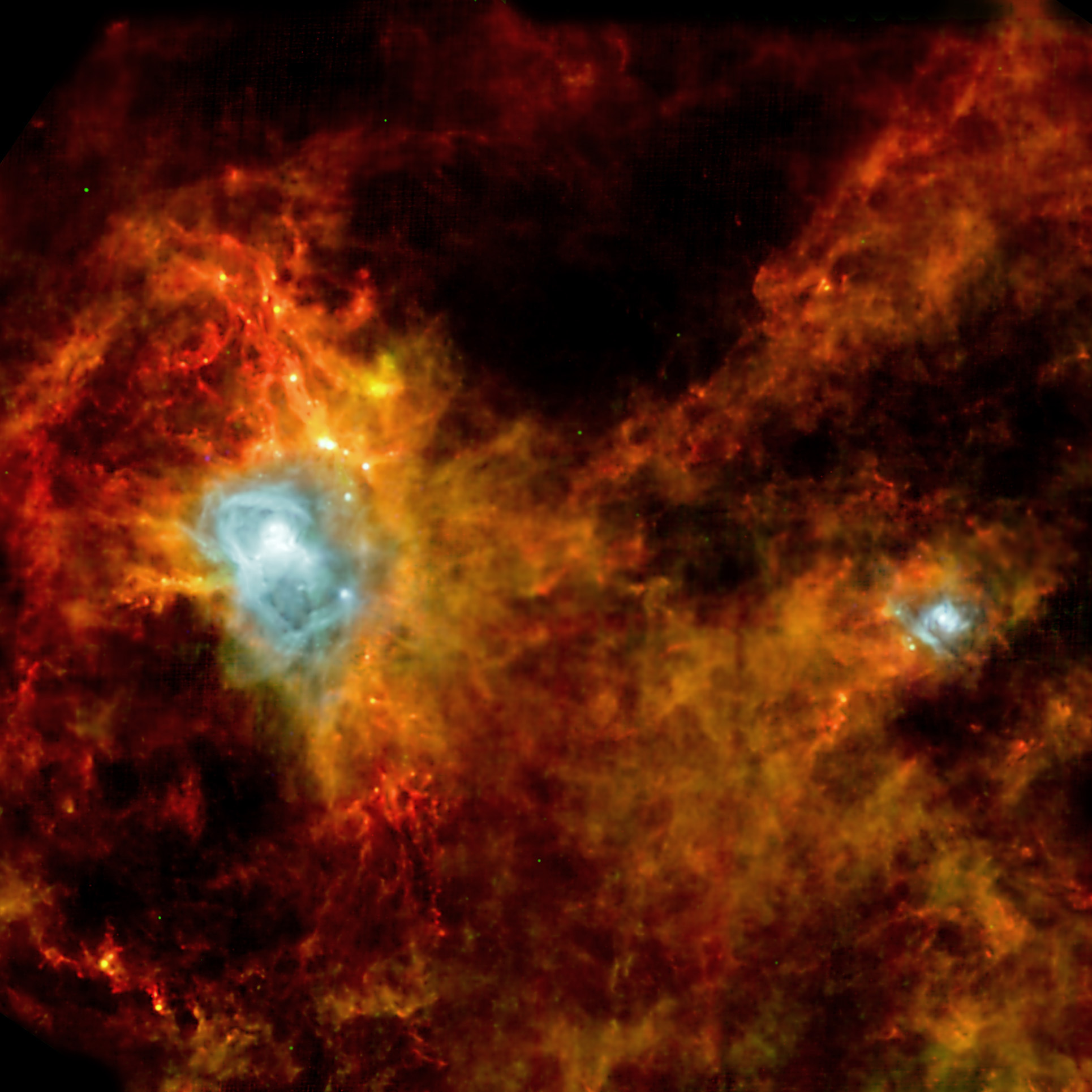
Obraz ciemnych chmur (w podczerwieni) w odległości 1000 lat świetlnych od Ziemi w gwiazdozbiorze Orła, który jest częścią Pasa Goulda

Pas Goulda – pierścień gwiazd złożony z gwiazd typów widmowych O i B znajdujący się w otoczeniu kilkuset parseków od Ziemi. Pas ten jest znany już od XIX wieku. Nachylenie Pasa Goulda względem płaszczyzny dysku Drogi Mlecznej wynosi około 20°. Takiego nachylenia nie wykazują gwiazdy późniejszych typów widmowych. Pas Goulda może stanowić lokalne spiralne ramię Drogi Mlecznej do której obecnie należy Słońce. Słońce znajduje się około 325 lat świetlnych od centrum ramienia. Pas Goulda w Galaktyce ciągle stanowi zagadkę dla astronomów. Być może w jej rozwiązaniu pomoże misja kosmiczna Gaia.
Nazwa tego pierścienia gwiazd pochodzi od Benjamina Goulda, który zidentyfikował go w 1879 roku.
Według nowej teorii Pas Goulda uformował się około 30 milionów lat temu, kiedy bąbel ciemnej materii zderzył się z obłokiem molekularnym w naszym regionie.
Są też dowody na istnienie podobnych pasów Goulda w sąsiednich galaktykach. W 2001 hiszpański astronom Fernando Camerón przeanalizował dane z teleskopu VLT dotyczące galaktyki M83, odległej od Słońca o około 12 milionów lat świetlnych. W dysku tej galaktyki znajduje się struktura wyraźnie oddzielona od ramienia spiralnego, mająca rozmiar kilkuset parseków i złożona z kilkudziesięciu punktowych źródeł. Astronom sugeruje, że może to być odpowiednik pasa Goulda. Również w 2001 zespół astronomów Serona Larsena zbadał strukturę w odległej o 21 milionów lat świetlnych galaktyce NGC 6946. Naukowcy znaleźli w niej strukturę, która również może być odpowiednikiem pasa Goulda.
Wiele gwiazd należących do pasa Goulda można zobaczyć na niebie gołym okiem. Są to między innymi obiekty w gwiazdozbiorach Oriona, Perseusza i Orła.